# پلودوپیتومنیک (داغستان)
پلودوپیتومنیک (به لاتین: Plodopitomnik) یک منطقهٔ مسکونی در روسیه است که در داغستان واقع شده‌است.